# Santhorst
Santhorst was een kasteel in de Nederlandse plaats Wassenaar, provincie Zuid-Holland. De voormalige kasteelplaats is nog herkenbaar in het landschap.

## Geschiedenis
In 1276 droeg Dirk van Santhorst (zoon van Dirk I van Wassenaer) het kasteel op aan de graaf van Holland en kreeg het van hem in leen weer terug. Dirk van Santhorst was zowel de bouwheer van het kasteel als de stamvader van het geslacht Van Santhorst. Hij overleed rond 1293 en liet het kasteel na aan zijn zoon Philips van Santhorst, die het in 1316 weer naliet aan zijn eigen zoon Symon van Santhorst, de echtgenoot van Elizabeth van Haarlem. Het slot zou tot 1443 in de familie blijven.

### Verwoesting en herbouw
In 1392 werden Willem Cuser en Aleid van Poelgeest vermoord. Willem was hofmeester van graaf Albrecht van Beieren en Aleid was Albrechts maîtresse. Voor Albrecht was de moord reden om af te rekenen met zijn tegenstanders, waaronder Filips IV van Wassenaer en Dirk van Santhorst. Alle bezittingen van hen werden verwoest en zo ging ook kasteel Santhorst in 1393 ten gronde. Uiteindelijk werd Dirk weer in genade aangenomen door Albrecht, die hem in 1397 opnieuw beleende met kasteel Santhorst. Dirk kon nu beginnen met de herbouw van zijn slot. 
Dirk trouwde in 1405 met Margriet, een buitenechtelijke dochter van Albrecht. Hun zoon Dirk werd de laatste van de familie Van Santhorst die het kasteel bewoonde: hij verkeerde in geldnood en verkocht het slot in 1443 aan Willem van Naaldwijk. Hendrik van Wassenaer protesteerde nog, want hij vond dat het geslacht Van Wassenaer recht had op het kasteel: het was immers een lid van zijn familie die het kasteel in de 13e eeuw had bezeten. Het protest was tevergeefs en hij verloor de rechtszaak. 

### Diverse eigenaren

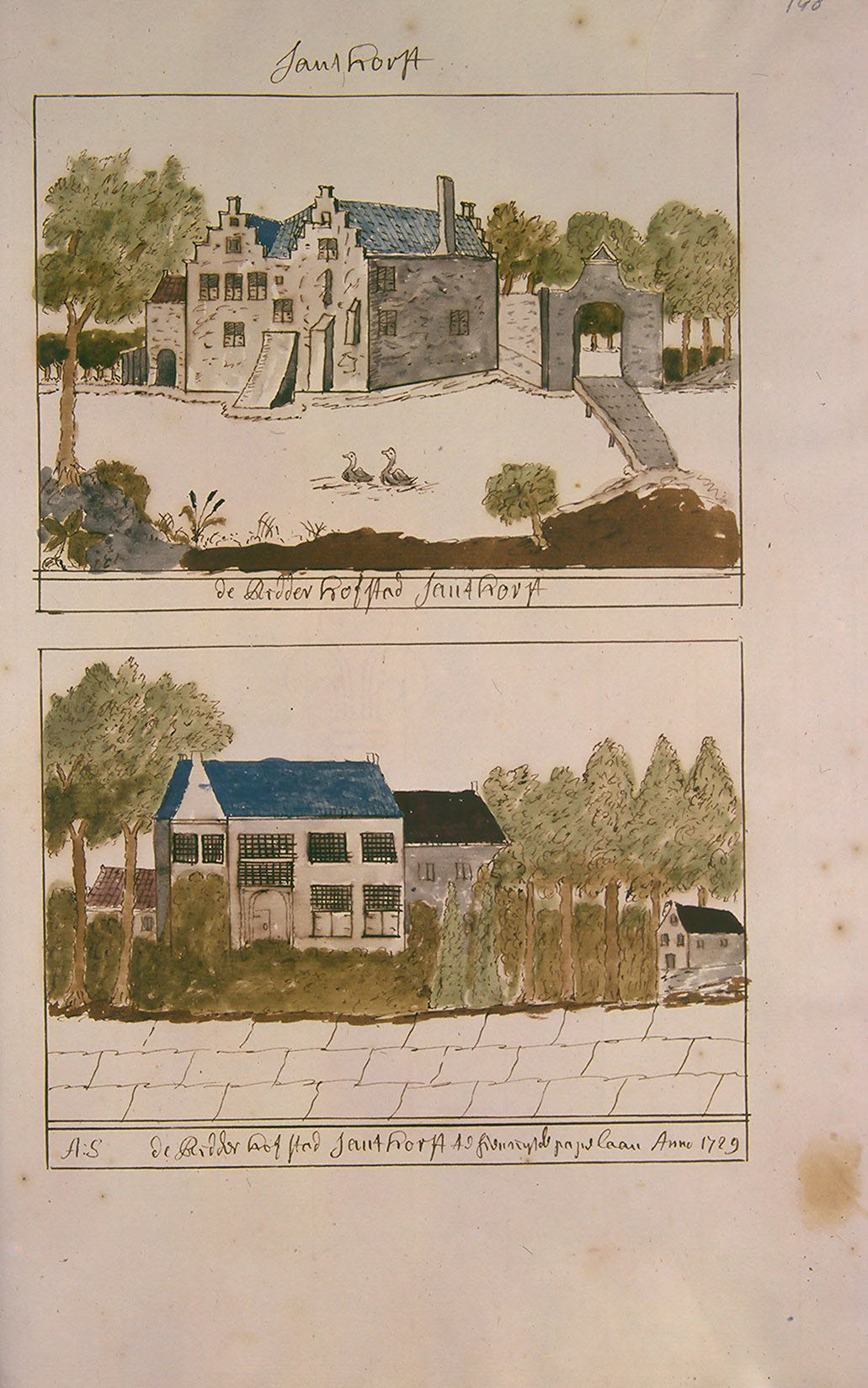
Santhorst volgens Andries Schoemaker (begin 18e eeuw)

Nadat Willem van Naaldwijk in 1444 was overleden, ging Santhorst naar zijn zoon Hendrik. Deze overleed in 1496 en liet zijn bezit na aan zijn dochter Willemyen, echtgenote van Johan III van Montfoort. Willemyen en Johan hadden echter geen zoons waardoor Santhorst in 1506 bij hun dochter Mechteld terecht kwam. Mechteld was sinds 1496 getrouwd met Robrecht van der Marck, die het geërfde Santhorst in 1510 verkocht aan Gijsbrecht van Lodensteyn. 

### Paets
Onder Gijsbrecht van Lodensteyn werd het grondbezit rondom Santhorst uitgebreid. Hij liet in 1529 het slot na aan zijn dochter Aechte, die het bezit dankzij haar huwelijk met Cornelis Paets in diens familie bracht. Hun zoon Jan Cornelisz Paets zou het kasteel tijdelijk kwijtspelen: als tegenstander van koning Filips II werden zijn bezittingen in 1568 in beslag genomen. Jans zoon Nicolaes had het kasteel overigens eind 16e eeuw weer in bezit. De familie Paets behield slot Santhorst tot 1672. 
In 1673 kocht Adrianus Schas het kasteel en ging er met zijn echtgenote Cornelia van Nierop wonen. In 1694 kochten Willem Fabricius en Barbara Schas het kasteel Santhorst. Hun nazaten bleven tot 1749 in bezit van het kasteel.

### Pieter Burman en de Santhorster kring
Hoogleraar Pieter Burman kocht Santhorst in 1749. Burman was kritisch op de stadhouder en de gereformeerde kerk en verzamelde op Santhorst een kring van politieke geestverwanten om zich heen. In 1771 organiseerde hij op het kasteel een herdenking voor de in 1619 terechtgestelde Johan van Oldenbarnevelt, hetgeen voor problemen zorgde: gereformeerde tegenstanders beschuldigden hem ervan op Santhorst een geheim genootschap te huisvesten die tegen de stadhouder waren. Ook zou hij gevaarlijke godsdienststandpunten verspreiden. Burman reageerde schertsend door te stellen dat hij inderdaad een soort kloosterorde zou bestieren die buiten elke vorm van controle stond. Voor schrijfster Betje Wolff - die sympathiseerde met Burman - was die fictieve kloostergemeenschap te Santhorst een thema dat zij dankbaar gebruikte in haar gedicht De Onveranderlyke Santhorstsche Geloofsbelydenis.
Burman overleed in 1778. Zijn echtgenote bleef nog enkele jaren op het kasteel wonen.

### Afbraak
Willem van Noort, schepen te Leiden, kocht in 1810 het kasteel van de erfgenamen van Burman. Hij woonde er tot 1818 en verkocht het toen aan Nicolaas Steengracht van Oosterland, die een jaar later het grootste deel van het slot liet slopen. Hij droeg in 1834 Santhorst over aan zijn kleinzoon Nicolaas Johan Steengracht (1806-1866).
Nicolaas Johan overleed in 1866. Zijn zoon Gustaaf erfde Santhorst. In 1869 werd het nog resterende deel van het kasteel afgebroken.
In 1959 werd het landgoed Santhorst ondergebracht in de Stichting Twickel.

## Beschrijving
De hoofdburcht was 38 bij 30 meter groot, terwijl het totale kasteelterrein 63 bij 60 meter groot was.
Rond 1650 bestond Santhorst uit drie rechthoekige vleugels die tegen elkaar aan stonden. De binnenplaats was ommuurd. Rondom het kasteel lag een slotgracht.
Het kasteelterrein met zijn grachten is nog duidelijk herkenbaar in het landschap.
Abbenbroek · Abspoel · Adegeest · Slot Alkemade ·  Altena · Arkelsburg · Bellesteyn · Huis ten Berghe · Binckhorst · Binnenhof · Blijdestein · Te Blotinghe · Boekenburg · Boekhorst · Boshuysen · Bulgersteyn · Burcht (Leiden) · Burcht (Voorne) · Slot Capelle · Coebel · Cranenburg · Crayestein · Cronesteyn · Crooswijk · Develstein · 't Huys Dever · Dirks Steenhuis · Ter Does · Duivenstein · Duivenvoorde · Endegeest · Endepoel · Foreest · Giessenburg · Gravensteen · Groot Haesebroek · 's Heeraartsberg · Hof van Wateringen · Holy · Slot Honingen · Kasteel van de Heren van Arkel · Kasteel van Gouda · Keenenburg · Kasteel Keukenhof · Klein Poelgeest · Huis te Langerak · Langestein · Huis te Liesveld · Ter Lips · De Loo · Madeburcht · Marenburch · Meerburg · Huis te Merwede · Huis ter Mey · Kasteel van der Meye · Niemandsvriend · Noordeloos · Oud-Berendrecht · Oud-Poelgeest · Oud Teylingen · Paddenpoel · Persijn · Groot Poelgeest · Hof van Putten · Puttensteyn · Landgoed De Raephorst · Kasteel Ravesteyn · Kasteel van Rhoon · Rijnegom · Rijnenburg · Huis te Riviere · Rodenburg · Hofstad Rodenrijs · Rodenrijs · Rosenburgh · Huis Roucoop · Santhorst · Schelluinderberg · Schonenburg · Kasteel van Schoonhoven · Souburgh · Spangen · Starrenburg · Huis ter Specke · Steenvoorde · Stenevelt · Slot Teylingen · Den Toll · Torenvliet · Slot Valckesteyn · Huis ter Waard · Warmont · Ter Weer · Hof van Wena · Kasteel Westerbeek · Huis te Woude · Kasteel van IJsselmonde · 't Zand · Huis Zevender · Kasteel aan de Zevender · Zijlhof · Zonneveld · Huis Zuidwijk · Zwieten